# 刘氏梯号
刘氏梯号，为面西的中西式建筑群，俗称“红房子”。是南浔富商刘镛三子刘梯青的私宅，即刘氏崇德堂（又称刘氏悌号），为丝商建筑。2013年3月，与南浔丝业会馆以丝业会馆及丝商建筑之名被中国国务院公布为第七批全国重点文物保护单位——大运河的子项。

## 地址
位于中国浙江省湖州市南浔区南浔镇南东街花园弄以南，西临南市河。

## 介绍
刘氏梯号坐东朝西，房屋主人刘悌青是南浔“四象”之首富刘镛的第三个儿子，建筑正厅名为崇德堂，故又称刘氏悌号。建于清光绪三十一年至三十四年（1905-1908），北部利用了原庄允诚宅故址（原宅毁于明史案）。建筑群分为南、中、北三路，东为花园，其中中路为中式传统厅堂，第二进为正厅崇德堂，今与第三进后厅均已毁，现存遗址，南北两路在中式传统建筑中融入西欧罗马式建筑，北路建筑立面尤为壮观。